# XyMTeX
XϒMTeX (ранее — ChemTeX)— пакет для TeX, который позволяет рисовать химические формулы с помощью специфичной разметки текста.

## Название
Слово 'chemestry' происходит от арабского слово 'alchemy', которое восходит корнями к греческому {\displaystyle \chi \upsilon \mu \epsilon \iota \alpha }. «XyM» в названии пакета берётся именно из греческого слова.
Произносится XyMTeX как «khymtekh», где «kh» читается как русское «х» или английское «k», а «y» близко к немецкому «ü».

## История
XyMTeX был разработан R. T. Haas, K. C. O’Kane и M. Ramek как расширение для макропакета LaTeX. Первый релиз был осуществлён в 1993 году для LaTeX 2.09. Ранние версии (до версии 3.00) базировались на графическом окружении LaTeX и на функционале пакета epic, которые позволяли пользователю возможность рисовать простые схемы. Эта версия была совместима с оригинальным LaTeX и генерировала .dvi-файлы, которые потом можно было преобразовать в .pdf используя конвертер dvipdfm(x).
{\displaystyle {\text{XyMTeX-code with .eps-files}}\ {\xrightarrow {\text{TeX}}}\ {\text{.dvi}}\ {\xrightarrow {\text{dvipdfm(x)}}}\ {\text{.pdf}}}
Сейчас такой тип компилирования называется TEX/LATEX-compatible mode.
Следующее поколение версия (до 4.06) базировалось на функционале пакета PSTricks. Сейчас такой способ работы называется PostScript-compatible mode:
{\displaystyle {\text{XyMTeX-code with .eps-files}}\ {\xrightarrow {\text{TeX}}}\ {\text{.dvi}}\ {\xrightarrow {\text{dvips}}}\ {\text{.ps}}\ {\xrightarrow {\text{Distiller}}}\ {\text{.pdf}}}
С другой стороны, стоит отметить, что старый метод работы никуда не исчез, а продолжает поддерживаться и по сей день.
Последние версии (до 5.01) базируются на функционале пакета pdf, который соответствует dvi-to-pdf конвертации. Данный метод работы называется PDF-compatible mode и используется в текущей версии XyMTeX.

## Недостатки
Изначально большой проблемой для XyMTeX являлось ограничение на количество аргументов функции: вызвать функцию более, чем с девятью аргументами, было невозможно в принципе, тогда как на практике для более-менее сложных химических соединений требовалось более двадцати аргументов. Аргументы были плохо специфицированы

## Пример
Данный код компилируется в структуру на рисунке.

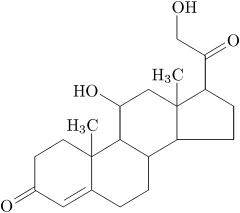
Corticosterone as rendered by XyMTeX

```
\documentclass
{
letter
}

\usepackage
{
epic,carom
}

\pagestyle
{
empty
}

\begin
{
document
}

\begin
{
picture
}
(1000,500)
   
\put
(0,0)
{
\steroid
[d]
{
3D==O;
{{
10
}}
==
\lmoiety
{
H
$
_{
3
}
$
C
}
;
{{
13
}}
==
\lmoiety
{
H
$
_{
3
}
$
C
}
;
{{
11
}}
==HO
}}

   
\put
(684,606)
{
\sixunitv
{}{
2D==O;1==OH
}{
cdef
}}

\end
{
picture
}

\end
{
document
}

```